# 어린이 도둑
어린이 도둑(Il Ladro Di Bambini, The Stolen Children)은 이탈리아에서 제작된 지아니 아멜리오 감독의 1992년 영화이다. 엔리코 로 베르소 등이 주연으로 출연하였고 안젤로 리졸리 등이 제작에 참여하였다.

## 출연

### 주연
- 엔리코 로 베르소
- 발렌티나 스칼리치

### 조연
- 플로랑스 다렐

## 제작진
- 미술: 안드레아 크리산티